# Avenir sportif d'Oued Ellil
 (août 2024).
Si vous disposez d'ouvrages ou d'articles de référence ou si vous connaissez des sites web de qualité traitant du thème abordé ici, merci de compléter l'article en donnant les références utiles à sa vérifiabilité et en les liant à la section « Notes et références ».
Maillots
L'Avenir sportif d'Oued Ellil (arabe : المستقبل الرياضي بوادي الليل), plus couramment abrégé en AS Oued Ellil, est un club tunisien de football basé dans la ville de Oued Ellil.
L'ASOE évolue lors de la saison 2020-2021 en Ligue II.

## Histoire
Lors de la saison 1988-1989, le club finit vice-champion de la Ligue II, derrière le Club sportif des cheminots, et accède pour la première fois en Ligue I ; il y évolue durant deux saisons.
Il évolue durant la saison 2016-2017 en Ligue III.

## Bilan en Ligue I
| Saison    | Classement | J  | G  | N  | P  | BP | BC |
| --------- | ---------- | -- | -- | -- | -- | -- | -- |
| 1989-1990 | 8          | 26 | 9  | 2  | 15 | 23 | 36 |
| 1990-1991 | 14         | 26 | 3  | 9  | 14 | 17 | 36 |
| Total     | 2 saisons  | 52 | 12 | 11 | 29 | 40 | 72 |